# سیلیکون کربنات
سیلیکون کربنات یک ماده بلوری است که تحت دما و فشار با واکنش بین سیلیس و کربن دی‌اکسید ایجاد می‌شود.
فرمول این ترکیب شیمیایی SiCO4 است. سیلیس و کربن دی‌اکسید در دمای 740K(کلوین)و فشار 18Gpa با هم واکنش داده و سیلیکون کربنات را ایجاد می‌کنند.
سیلیکون کربنات ساخته شده از این روش دارای کربنات است. از طریق اکسیژن به صورت پل به سیلیکون متصل می‌شود، اما یک ساختار بلوری پایدار شکل نمی‌گیرد.
تحت فشار، تمام دی‌اکسید کربن آزاد نمی‌شود، اگر این امر اتفاق می‌افتاد ماده باید پویا باشد.
همچنین یک ادعای دیگر برای ساخت این ترکیب وجود داشت، کربن و سیلیکون توسط چهار اتم اکسیژن احاطه شدند. این ماده با حرارت دادن کربن دی‌اکسید و سیلیس در دمای 4000k ساخته می‌شد. البته این روش بعدها رد شد وادعا آن پس گرفته شد.
کربنات سیلیکون به عنوان یک ماده معدنی در گوشته زمین است که بسیار اهمیت دارد. دی‌اکسید کربن و سیلیس هر دو ترکیباتی هستند که در زمین وجود دارند.
همچنین یک ترکیب دی کربنات سیلیکون مولکولی هم وجود دارد که از Silylone(سیلیکون صفرظرفیتی) ساخته شده‌است، که مقداری کربن دی‌اکسید را به منو اکسید کربن کاهش می‌دهد ویک دی کربنات سیلیکون مونومر ایجاد می‌کند.